# Storkau (bei Weißenfels)
Storkau (bei Weißenfels) este o comună din landul Saxonia-Anhalt, Germania.